# Елизабет Датска (1524–1586)
Елизабет Датска (на немски: Elisabeth von Dänemark und Norwegen; на датски: Elisabeth af Danmark; * 14 октомври 1524; † 15 октомври 1586, Гедсер, Зеландия, Дания) от династията Олденбург, е принцеса от Дания и Норвегия, и чрез женитба херцогиня на Мекленбург-Гюстров.

## Живот
Тя е най-възрастната дъщеря на датския и норвежки крал Фредерик I (1471 – 1533) и втората му съпруга принцеса София Померанска (1498 – 1568), дъщеря на херцог Богуслав X Велики от Померания-Волгаст (1454 – 1523) и втората му съпруга Анна Ягелонка (1476 – 1503).
След смъртта на баща ѝ през 1533 г. Елизабет расте в двора на неговия наследник, нейният полубрат, крал Кристиан III. През 1542 г. тя е сгодена за херцог Магнус III фон Мекленбург (* 4 юли 1509; † 28 януари 1550), най-възрастният син на херцог Хайнрих V фон Мекленбург и Урсула фон Бранденбург. Те се женят на 26 август 1543 г. в двореца в Кил. Бракът е бездетен, и след смъртта на Магнус 1550 г. Елизабет се връща 1551 г. обратно в Дания.
На 16 февруари 1556 г. тя се омъжва втори път за херцог Улрих (* 5 март 1527; † 14 март 1603), третият син на херцог Албрехт VII фон Мекленбург Красивия и Анна фон Бранденбург. Той е администратор на епископство Шверин. Двамата имат една дъщеря, която става на 14 години кралица на Дания.
Елизабет се ангажира социално и строи къщи за бедните в Грабов, Щаргард, Бюцов, Гюстров и Щавенхаген. Засажда гора през 1559 г. Тя помага за обновяването на катедралата в Гюстров (1565 – 1568) и на Доберанския Мюнстер. Заедно с Улрих през 1575 г. тя прави училище за благороднически дъщери в манастир Рюн.
Елизабет умира на 15 октомври 1586 г. на 62 години в Гедсер в Зеландия, Дания, по време на пътуване към дъщеря си и е погребана в катедралата на Гюстров.

## Деца
Елизабет и Улрих имат една дъщеря:
- София фон Мекленбург (1557–1631), омъжена на 20 юли 1572 г. в Копенхаген за братовчед си Фредерик II († 1588), крал на Дания и Норвегия